# 大香山普門禪寺
香山寺，全称大香山普门禅寺，位于河南省平顶山市市区西北部，行政區屬於寶豐縣。始建于东汉汉灵帝光和年间，是中国时间最早的佛教圣地之一。
历经汉，魏，南北朝，隋唐，宋，元，明，清几个朝代，明英宗敕赐为香山大普门禅寺，后改称为大香山普门禅寺。由于地处中原，受战乱和朝代更替的影响，历代所建建筑大多被毁，部分明清时期的殿堂也在中国大陆文化大革命时期被毁。香山寺屡毁屡建，平顶山市的香山寺在经历岁月打磨和历史的洗礼之后，更添了一份厚重，和一份庄严。香山寺在四季都会举办庙会，其中二月的庙会最为有名，而春节期间的庙会规模是最大的。
随着当地政府对传统文化的日益重视，以及对香山寺旅游发展前景的看好，近几年来启动了对香山寺景区的开发预案，加大了对香山寺景区建设的投入，如今的香山寺，香火鼎盛，香客络绎不绝，殿楼林立，焕然一新。当然在建新殿的同时，也没有忘记对历史的保护，在香山寺的后山上，依然有看似与前院对比鲜明的破旧的庙宇，但每一片砖瓦，都在诉说着香山寺历史的悠长。

## 建筑
- 重修香山大悲观音大士塔记碑